# 2025年アメリカ合衆国政府のオンラインリソース削除
2025年アメリカ合衆国政府のオンラインリソース削除は、2025年1月から始まった多数のアメリカ合衆国の連邦省庁における一連のウェブページやデータセットの削除と修正である。ドナルド・トランプ大統領による大統領令に従うために、多数の政府組織が8,000以上のウェブサイト約3,000のデータセットを削除または修正した。主に変更の影響を受けたのは多様性・公平性・包括性（DEI）、ジェンダー・アイデンティティ、公衆衛生の研究、環境政策、さまざまなソーシャルプログラムに関するコンテンツである。影響を受けた主要な省庁には、3,000ページ以上が変更または削除されたアメリカ疾病予防管理センター（CDC）や、約3,000ページの研究資料が削除された国勢調査局がある。一部のコンテンツは後に復元されたものの、この変更は連邦政府のデータアクセシビリティに対する重大な変更であることが明らかになり、複数の医療の擁護団体が訴訟を起こした。

## 背景
アメリカ合衆国の省庁は、様々な用途のためにオープンデータを共有している。多数のシビックテック、研究、民間企業のアプリケーションは政府のデータへのアクセスに依存している。データセットの削除は、メンテナンスやアーカイブの慣行が適切に実施されなかった結果である可能性がある。データセットの管理に関しては政府の規制がほとんどないため、コンテンツの削除がいつ行われたのかを特定するのは困難である。削除の理由や深刻さを特定するのも難しい。すべての政府機関は公開されたウェブサイトを変更しているが、典型的な変更がどの程度であるかを調べた研究も存在しない。過去には政府による変更によりデータへのアクセスが削除されたことがあるという臆測があったが、実際には今までにそのような削除が発生したことはなかった。
2009年にData.govが設立されて、連邦政府の行政府により生成された価値の高い機械可読なデータセットへの公開アクセスが向上した。2019年にはオープン政府データ法が成立し、政府の省庁にプログラムの効果を評価して政策策定をサポートするために利用できるデータを共有するように指示した。さまざまな連邦政府機関が各ウェブサイトでデータを公開している。

## 削除および修正されたコンテンツ
2025年1月29日、アメリカ合衆国人事管理局（OPM）は、連邦政府の省庁にトランプ大統領の大統領令「女性を防衛する」を遵守するように命令した。この大統領令は「女性は生物学的に女性であり、男性は生物学的に男性であることを認める」ように連邦政府機関に要求している。省庁は1月31日までに「ジェンダー・イデオロギー」を促進するすべてのプログラムを終了し、このイデオロギーを促進するような外向きのメディア、文書、資料、通信、声明のすべてを削除するように命じられた。
政府機関は大統領令「過激な政府DEIプログラムの終了」に従うためにすみやかに行動し、禁止された用語をウェブサイトから削除した。Census.gov（国民調査のウェブサイト）は大統領令「外国援助の再評価」および「女性を守る」に従おうとしてアクセスできなくなった。こうした情報の削除や修正は、ドナルド・トランプの2024年大統領選挙キャンペーンが提唱した政策変更を反映している。
DEI（多様性・公平性・包括性）、Long COVID、HIV/AIDS、ワクチン、トランスジェンダー、ジェンダー・アイデンティティ、国外援助、環境正義、防災管理、雇用、1月6日のアメリカ合衆国議会襲撃事件などに関連するトピックを含むデータが削除された。2025年2月2日までに、コンテンツの削除は数重の政府ウェブサイトの8,000以上のウェブページに及ぶ。ニューヨーク・タイムズによれば、削除されたページはアメリカ合衆国政府のウェブサイトの約0.1%を占める。
一部のウェブページや文書はアクセス可能なままものもあったが、禁じられた話題に関連する用語は除外された。多数の政府ウェブサイトに渡って置換された用語としては、「気候変動（climate change）」が「気候抵抗（climate resilience）に置き換えられたり、「妊娠した人（pregnant people）」が「妊娠した女性（pregnant women）」に置き換えられたりした。ワシントン・ポストによれば、最も一般的な修正は、DEIに関連する用語の削除であった。
ウェブサイトの変更は、2021年の会議の説明や内閣秘書からの2022年の手紙など、古いWebページにも影響が及んだ。ワシントンポストは、一部のページが誤って変更されていることを報じた。たとえば、アメリカ合衆国内務省の博物館のコレクションのページの解説から、「diverse（多様）」という言葉が削除されていた。

## データセット
2025年1月、政府は約3,000のデータセットを多数のプラットフォームから削除した。削除されたデータセットの多くは、アメリカ合衆国エネルギー省、アメリカ海洋大気庁（NOAA）、アメリカ合衆国環境保護庁（EPA）のものだった。
| 影響を受けたデータセット                               |                                                                  |                                                         |               |
| データセット                                           | 説明                                                             | 組織                                                    | Notes         |
| Behavioral Risk Factor Surveillance System             | 幅広く利用されている健康の社会調査データ                         | アメリカ疾病予防管理センター                            | [ 6 ]         |
| Youth Risk Behavior Surveillance System                | 高校生の健康の社会的決定要因                                     | CDC                                                     | [ 6 ] [ 18 ]  |
| CDC AtlasPlus                                          | HIV、viral hepatitis、STI、TB、健康の社会的決定要因              | CDC                                                     | [ 6 ]         |
| PEPFARダッシュボード                                   | PEPFARプログラム                                                 | アメリカ合衆国国務省、Global AIDS Coordinator           | [ 6 ]         |
| 人口動態と健康の調査（Demographic and Health Surveys） | population, health, HIV, and nutrition data from many countries  | アメリカ合衆国国際開発庁（USAID）、ICF International    | [ 6 ]         |
| foreignassistance.gov                                  | 国、予算、支出、プログラムごとの外国援助データ                   | アメリカ合衆国国務省、アメリカ合衆国国際開発庁（USAID） | [ 6 ]         |
| 世帯パルス調査（Household Pulse Survey）               | Long COVID                                                       | CDC                                                     | [ 13 ]        |
| 社会脆弱性指標（Social Vulnerability Index）           | Relative deprivation                                             | CDC                                                     | [ 18 ] [ 16 ] |
| 環境正義指数                                           | 「環境負担の健康への影響のリスクが最も高い」領域を特定するデータ | CDC                                                     | [ 16 ] [ 19 ] |
| 雇用状況                                               | アメリカ合衆国における失業                                       | アメリカ合衆国労働省労働統計局                          | [ 11 ]        |
| 連邦刑事告発記録                                       | 2021年アメリカ合衆国議会議事堂襲撃事件                           | アメリカ合衆国司法省                                    | [ 17 ]        |

## 法的対応
Doctors for Americaは、「このような情報の削除は研究者から患者の治療に必要な情報と（…）弱い立場にある人々と全国の健康を保護する実践と政策を開発するために必要な情報（…）へのアクセスを剥奪するものである」と訴え、アメリカ合衆国政府に対して医療情報を復元するように求める訴訟を起こした。これに応じて、連邦判事は2025年2月11日に差し止め命令を発行し、保健福祉省、CDC、FDAの特定のウェブサイトを復元するように命令した。
また、アメリカ教員連盟（American Federation of Teachers）、Minority Veterans of America、Public Citizen Litigation Groupも訴訟を起こした